# Corralillo, Tabasco
Corralillo är en ort i Mexiko.   Den ligger i kommunen Nacajuca och delstaten Tabasco, i den sydöstra delen av landet, 700 km öster om huvudstaden Mexico City. Corralillo ligger 7 meter över havet och antalet invånare är 174.
Terrängen runt Corralillo är mycket platt. Runt Corralillo är det tätbefolkat, med 442 invånare per kvadratkilometer. Närmaste större samhälle är Villahermosa, 8,1 km söder om Corralillo. Trakten runt Corralillo består till största delen av jordbruksmark.